# Solaris Urbino 18
Solaris Urbino 18 е 18-метров съчленен автобус, произведен от компанията Solaris Bus & Coach. Началото на производството на този автобус започва през 1999 година. През 2005 година започва производството на трето поколение на този модел автобус. Автобусът Solaris Urbino 18 разполага с дизелов двигател, отговарящ на стандарта Euro 5, двигатели, които работят с газ (CNG) и хибридни двигатели.

## Модели на Solaris Urbino 18

### Solaris Urbino 18 първо поколение
Началото на производството на автобуса е през втората половина на 1999 година. Първият произведен автобус е бил изпратен в град Гдиня през 1999 година. В началото продажбите на автобуса били ниски. Причината за това е наличието на пазара на модела Solaris Urbino 15 (който е 15-метров автобус).
Автобусът Solaris Urbino 18 е закупуван предимно от чуждестранни клиенти като Германия и Латвия.

### Solaris Urbino 18 второ поколение
Производството на този автобус започва от първата половина на 2002 и продължава до 2005 година.

### Solaris Urbino 18 трето поколение
Осем бройки били продадени в град Олщин. Автобусите отговарят на стандарта Euro 5.
На базата на автобуса Solaris Urbino 18 се произвежда и тролейбусът Solaris Trollino 18. Също така тролейбусът Skoda Solaris 27Tr използва каросерията на автобуса Solaris Urbino 18.

### Solaris Urbino 18 CNG (с газов двигател)
Началото на производството на автобуса е от 2005 година. Първият автобус е закупен от град Люблин през месец ноември 2006 година, а през 2009 е бил продаден на град Радом. Вторият произведен автобус е предназначен за Норвегия, но поради неодобрение от клиента автобусът се използва за демонстрации.
На базата на този модел е произведен автобусът Solaris Urbino 18 CNG LE (с нисък под), който също се използва за демонстрации.

### Solaris Urbino 18 Hybrid
Премиерата на автобуса Solaris Urbino 18 Hybrid е през 2006 година по време на панаира в град Хановер. Там е представен прототипът на автобуса.
Автобусът Solaris Urbino 18 Hybrid е произведен съвместно с компаниите „Allison Transmission“ и „Cummins“. Той разполага с дизелов двигател, отговарящ на стандарта Euro 5.

### Solaris Urbino 18 Electric
Това е първият произведен от компанията 18-метров автобус, разполагащ с безжична система за индукционно зареждане. Това дава възможност за поставяне на малки 90 kWh батерии, монтирани на покрива над задната ос. Двигателят на автобусите не е разположен както обикновено в задната част, което увеличава местата в автобуса. Автобусът консумира 30% по-малко енергия в сравнение с дизеловите си колеги. Батериите на автобусите се зареждат на специални станции.

## Техническа характеристика
Автобусът Solaris Urbino 18 разполага със следните двигатели: DAF PR228 (231 kW) и DAF PR265 (266 kW) с честота на въртене 2200 об./мин. Двигателите отговарят на стандарта Euro 5.
Моделът Solaris Urbino 18 CNG има следните двигатели: Cummins ISLG 320 (234,8 kW), FPT Cursor 8 CNG (213 kW), DAF PE 228C с мощност от 228 kW.
Автобусите разполагат и с двигатели DAF PE 228C с мощност от 228 kW (310 hp) и DAF PE 265C мощност от 360 hp и D2866 LOH27 (производство на MAN) с мощност от 228 kW (310 hp).
Предавателната кутия на автобуса е стандартна – Voith Diwa 5, или по избор – ZF Ecolife.
Резервоарът на автобуса е 350 l. Автобусите на газ са оборудвани с осем газови бутилки по 214 l.
Каросерията на автобуса е изработена от стомана, устойчива на корозия. Броят на вратите на автобуса са според изискванията на клиента. Предлагат се следните конфигурации на вратите: 2-2-2-0, 2-2-2-2, 1-2-2-0, 1-2-2-2. Също така автобусите разполагат и с ръчна рампа за инвалидни и бебешки колички. На базата на каросерията на автобуса Solaris Urbino 18 се произвежда тролейбусът Skoda Solaris 27Tr. Седалките на автобуса са монтирани според изискванията на клиента. При първия автобус Solaris Urbino 18 седалките са разположени като седалките на автобус Ikarus 280.

## Solaris Urbino 18 в България
Автобуси Solaris Urbino 18 се експлоатират в градовете Варна и Бургас. Град Варна разполага с 30 автобуса, а град Бургас – с 28 автобуса.

## Разпространение
| Страна                     | Количество общо |
| -------------------------- | --------------- |
| България                   | 58              |
| Чехия                      | 38              |
| Дания                      | 44              |
| Гърция                     | 100             |
| Латвия                     | 57              |
| Германия                   | 507             |
| Полша                      | 1093            |
| Словакия                   | 3               |
| Швейцария                  | 29              |
| Швеция                     | 3               |
| Турция                     | 100             |
| Унгария                    | 6               |
| Италия                     | 57              |
| Обединени арабски емирства | 150             |

## Галерия
- Solaris Urbino 18 (I генерация) в Краков
- Solaris Urbino 18 (III генерация) във Варшава
- Solaris Urbino 18 Hybrid (IV генерация) в Шчечин
- Solaris Urbino 18 (I генерация) салон